# Rotavirusimpfstoff

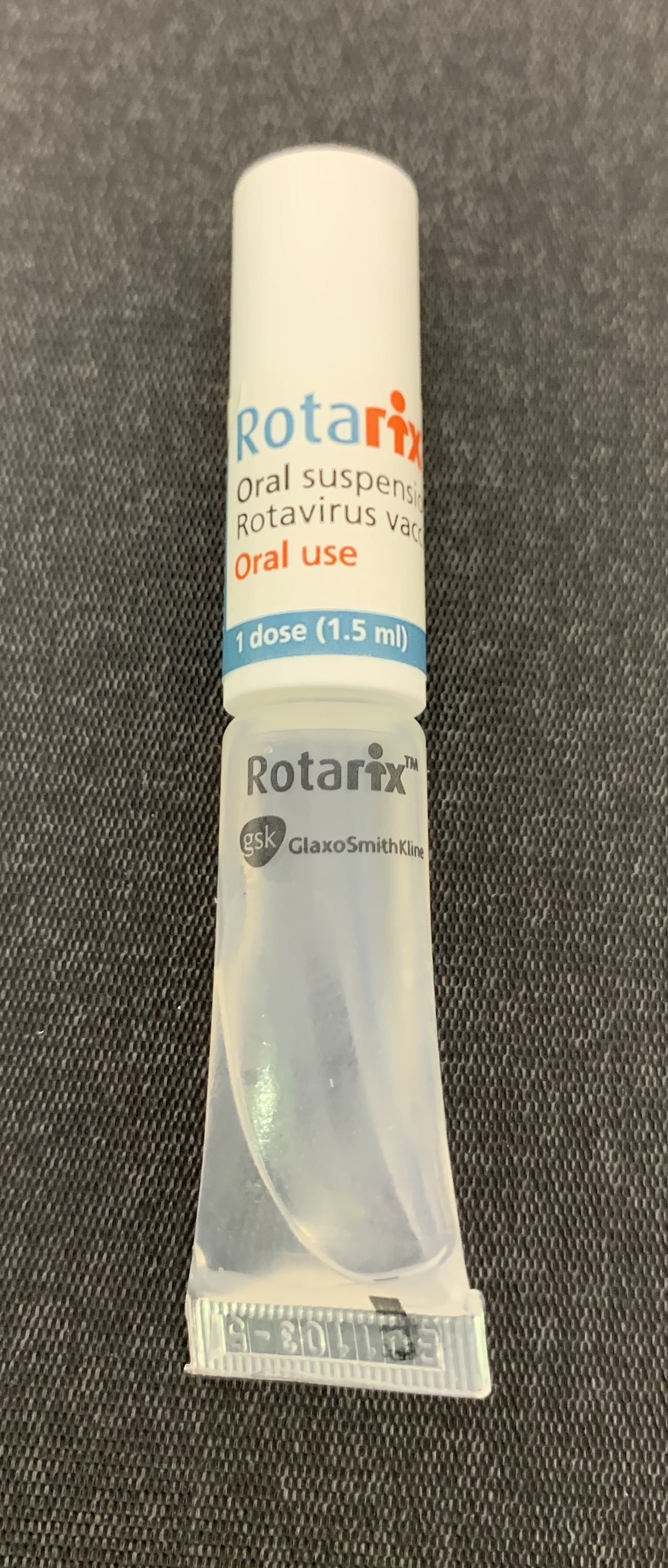
Beispiel eines Rotavirusimpfstoffes, der oral eingenommen wird.

Ein Rotavirusimpfstoff ist ein Impfstoff gegen Infektionen mit Rotaviren.

## Entwicklung und Geschichte
Die ersten Impfstämme stammten aus Hausrindern und Rhesusaffen, erzeugten jedoch keine zuverlässige Immunität.
1998 wurde in den USA der erste Rotavirusimpfstoff zugelassen (RRV-TV, Rotashield), ein tetravalenter Lebendimpfstoff. Der Impfstoff basierte auf einen für Menschen harmlosen (apathogenen) Rhesus-Rotavirus. Neben dem Rhesus-Rotavirus vom Serotyp 3 enthielt der Impfstoff auch drei entsprechende Reassortanten-Viren. Der native Rhesus-Rotavirus verfügt über eine starke Kreuzreaktivität mit dem menschlichen Rotavirus desselben Serotyps. Bei den Reassortanten-Viren handelt es sich um Mischformen, bei denen das (rhesusspezifische) Oberflächenprotein VP7 kodierende RNA-Segment durch das entsprechende Gensegment humaner Rotaviren vom Serotyp 1, 2 und 4 ersetzt wurde. Damit war der Impfstoff gegen die vier am häufigsten auftretenden Rotavirusserotypen gerichtet. Eine plazebokontrollierte klinische Prüfung ergab, dass der Impfstoff zu 50 % vor Infektionen schützte, aber 80 % der schweren Verläufe verhinderte.
Wegen des Risikos einer auftretenden Intussuszeption (es wurden 15 Fälle beobachtet) wurde der Impfstoff ein Jahr später wieder vom Markt genommen.
Ab 2006 wurden die heutigen Stämme zugelassen.

## Eigenschaften
Der Rotavirusaimpfstoff ist ein attenuierter Lebendimpfstoff und besteht heute aus fünf Impfstämmen (RV5, RotaTeq, MSD) der am häufigsten zirkulierenden Serotypen oder einem Impfstamm (RV1, Rotarix, GlaxoSmithKline) mit breiter Kreuzreaktivität.
RV5 enthält fünf zu je 2 Millionen Pfu human-bovine Rotavirus-Reassortanten, basierend auf den apathogenen, bovinen Rotavirusstamm WC3. Diese exprimieren die Oberflächenproteine G1, G2, G3, G4 und P1A humaner Rotaviren. Rotarix enthält den attenuierten Rotavirusstamm RIX4414; dieser wurde ursprünglich aus einem 15 Monate altem Kind gewonnen, das unter entsprechendem Rota-assoziierten Durchfall litt. Jener Rotavirus wurde dann an Nierenzellen aus Grünen Meerkatzen 33-mal passagiert (Stamm 88-12), anschließend in Vero-Zellen. Er trägt das Oberflächenprotein G1P1A und weist eine breite Kreuzreaktivität auf.
Ferner gibt es noch lokal in Indien seit 2015 den monovalenten Impfstoff Rotavac (116E, Bharat Biotech) sowie seit 2017 den pentavalenten Impfstoff Rotasiil (BRV-PV, Serum Institute of India), in Vietnam seit 2012 Rotavin (POLYVAC) und in China seit 2000 einen monovalenten Impfstoff, basierend auf einem attenuierten Rotavirusstamm des Schafs („Lanzhou lamb rotavirus vaccine“, Lanzhou Institute of Biological Products). Die Impfviren in Rotavac exprimieren das Oberflächenprotein G9P[11]. Rotasiil enthält wie RV5 ebenfalls fünf human-bovine Rotavirus-Reassortanten, aber mit den Oberflächenproteine G1, G2, G3, G4 und G9 humaner Rotaviren.
In einer Metaanalyse wurde die Wirksamkeit der monovalenten Vakzine Rotarix (RV1) und der pentavalenten Vakzine RotaTeq (RV5) an Kinder unter fünf Jahren geprüft. Insgesamt 4.492 Kinder erhielten RV1, 2.828 RV5 und 16.542 ein Placebo. Die Impfung konnte das Risiko einer Rotavirus-Gastroenteritis senken (relatives Risiko 0,316 für RV1 und 0,35 für RV5). Das Risiko einer Hospitalisierung sank (relatives Risiko 0,347 nach RV1 und 0,272 nach RV5).
Der Rotavirusimpfstoff befindet sich auf der Liste der unentbehrlichen Arzneimittel der Weltgesundheitsorganisation.

### Stillen
Stillen hat keinen vermindernden Effekt auf die Wirksamkeit der Impfung. Daher empfiehlt das Robert Koch-Institut, das Stillen bei der Impfung nicht zu unterbrechen.

## Immunologie

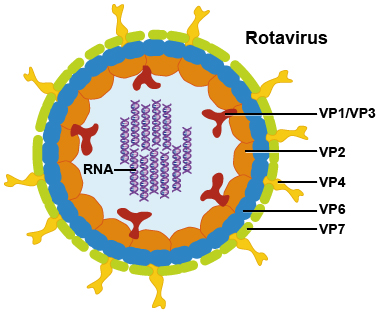
Schematische Darstellung eines Rotavirus und Positionen seiner strukturellen Proteine

Der Impfstoff wird meistens zweimal als Schluckimpfung verabreicht. Nach einer Impfung entwickeln Geimpfte messbare Titer für neutralisierende Antikörper, die vor einer erneuten Infektion mit Rotaviren schützen. Die neutralisierenden Antikörper sind gegen das Kapsidprotein VP7 und den Rezeptor VP4 gerichtet. RV5 enthält vier Impfstämme mit je einem Serotyp von VP7 (G1 bis G4) aus humanen Rotaviren und VP4 (Typ P7) aus einem Rinderrotavirus sowie einen Impfstamm mit VP7 (Serotyp G6) von einem Rinderrotavirus und VP4 (Typ P1A) aus einem humanen Rotavirus.

## Circoviren
Im Jahr 2010 wurde die US-amerikanische Zulassung für beide Rotavirusimpfstoffe für zwei Monate ausgesetzt, nachdem in beiden Präparaten DNA von porcinen Circoviren der Typen 1 und 2 gefunden worden waren. Da porcine Circoviren keine Erkrankung im Menschen auslösen, wurde die Aussetzung aufgehoben.

## Handelsnamen
Handelsnamen für Rotavirusimpfstoffe sind z. B. RotaTeq und Rotarix.